# Milicz
Milicz (udtale: [ˈmilit͡ʂ]; tysk: Militsch) er en by  i  den nordøstlige del af  Voivodskabet Nedre Schlesien i det sydvestlige Polen.  Byen  har 11.025(2021) indbyggere og et areal på 		13,50 km².  Den er administrationsby i   powiatet (amt) Milicz.

## Geografi
Byen ligger  nær grænsen til Storpolen. Centret er placeret ved floden  Barycz , omkring 55 km nord for den regionale hovedstad Wrocław. Fra 1975 til 1998 tilhørte Milicz voivodskabet Wrocław.
Milicz-dammene, der er et vigtigt levested og yngleplads for vandfugle, er et naturreservat etableret i 1963 og beskyttet under Ramsar-konventionen. Siden 1996 har de også været en del af et større beskyttet område kendt som Baryczdalen Landskabspark.

## Historie
Milicz udviklede sig ved rute for den gamle handelsrute for rav kendt som Romerske ravvej. En bebyggelse på stedet blev muligvis etableret i det 11. århundrede. Milich Slot blev første gang nævnt i et skøde fra 1136 af pave Innocent 2. som en ejendom tilhørende katedralkapitlet i det ærkebispedømmet Wrocław. Den er senere også nævnt under det latinske navn Milicium i et dokument fra 1249 af hertug Przemysł 1. af Storpolen. Det polske navn Mylicz optrådte første gang i Liber fundationis episcopatus Vratislaviensis (Bogen over bispedømmet Wrocław) manuskript skrevet omkring 1305 på befaling af biskop Henrik af Wierzbnej.
I 1358 solgte Wrocław-biskopperne endelig deres Milicz-gods til Piast hertugen Konrad 1., hvis efterfølgere fik bygget et gotisk slot. Oleśnica-hertugerne holdt byen, indtil linjen i 1492 uddøde, og hertugdømmet endelig blev beslaglagt som et udløbet len af kongeriget Bøhmen. I 1494 gav kong Vladislav 2. af Bøhmen Milicz til sin kammerherre Sigismund Kurzbach, og  blev senere erhvervet af adelsfamilien Maltzan  i 1590.
Militsch blev erobret af Kongeriget Preussen efter Første Schlesiske Krig i 1742 og var en del af det Tyske Rige fra 1871.

## Seværdigheder
Milicz er stedet for en af de seks Nådens Kirker, som de schlesiske protestanter fik lov til at bygge med tilladelse fra Habsburg kejser Joseph 1., også konge af Bøhmen, givet ved Altranstädt-konventionen af 1707. Bindingsværk bedehuset stod færdigt i 1714 fungerer i dag som katolsk sognekirke dedikeret til Sankt Andreas Bobola.
Oleśnica-hertugernes slot, der blev opført i det 14. århundrede, blev ødelagt i 2. verdenskrig. Maltzahn-dynastiet efterlod et senbarok-Neoklassisk palads opført i 1798 med en engelsk have, det første i Schlesien. Siden 1963 har bygningen været sæde for en sekundær skovbrugsskole.